# Wordle
Wordle este un joc web de cuvinte dezvoltat de Josh Wardle. Jucătorii au șase încercări pentru a ghici un cuvânt de cinci litere, cu feedback oferit pentru fiecare ghicire sub formă de careuri colorate indicând când literele se potrivesc sau ocupă poziția corectă. Mecanismul este aproape identic cu jocul Jotto și cu serialul de televiziune din SUA Lingo. Wordle are o singură soluție zilnică, toți jucătorii încercând să ghicească același cuvânt.
Wardle a creat inițial jocul pentru el și pentru partenerul său, făcându-l în cele din urmă public în octombrie 2021. Jocul a dobândit o mare popularitate în decembrie 2021, după ce Wardle a adăugat capacitatea jucătorilor de a-și copia rezultatele zilnice ca pătrate emoji, care au fost distribuite la scară largă pe Twitter. Au fost create, de asemenea, multe clone și variații ale jocului, precum și versiuni în alte limbi în afară de engleză. Jocul a fost achiziționat de The New York Times Company în ianuarie 2022 pentru o sumă nedezvăluită de șapte cifre, cu intenții de a-l păstra inițial gratuit pentru toți jucătorii; a fost mutat pe site-ul lor în februarie.

## Experiența de joc
În fiecare zi, este ales un cuvânt de cinci litere pe care jucătorii își propun să-l ghicească în șase încercări. După fiecare încercare, fiecare literă este marcată fie ca verde, galbenă sau gri: verde indicând că litera este corectă și în poziția corectă, galben înseamnând că este în răspuns, dar nu în poziția corectă, în timp ce gri indică că nu este în soluție.  Mai multe instanțe ale aceleiași litere într-o încercare, cum ar fi „o”-urile din „robot”, vor fi colorate în verde sau galben doar dacă litera apare de mai multe ori în răspuns; în caz contrar, literele care se repetă în exces vor fi colorate cu gri. Cuvântul zilnic este același pentru toată lumea. Jocul are, de asemenea, o temă întunecată, precum și o temă cu contrast ridicat pentru accesibilitatea daltoniștilor, care schimbă schema de culori de la verde și galben la portocaliu și albastru.
Din punct de vedere conceptual și stilistic, jocul este similar cu jocul de Jotto și cu franciza de jocuri Lingo. Modul de joc este și el similar cu jocul de societate pentru doi jucători Mastermind — care avea o variantă de ghicire a cuvintelor Word Mastermind — și jocul Bulls and Cows, cu excepția faptului că Wordle confirmă literele care sunt corecte.  Fiecare joc zilnic folosește un cuvânt dintr-o listă ordonată aleatoriu de 2.315 cuvinte (din cele aproximativ 12.000 de cuvinte din cinci litere în limba engleză). Lista mai mică de cuvinte a fost aleasă de partenerul lui Wardle, care a clasificat cuvintele din cinci litere în cele pe care le știa, cele pe care nu le cunoștea și cele pe care ar fi putut să le cunoască. Wordle folosește ortografia americană, în ciuda faptului că dezvoltatorul este originar din Țara Galilor și folosește un nume de domeniu din Regatul Unit pentru joc; el locuiește de multă vreme în Brooklyn, New York. Jucătorii din afara SUA s-au plâns că această convenție de ortografie le oferă jucătorilor americani un avantaj nedrept.

## Istorie

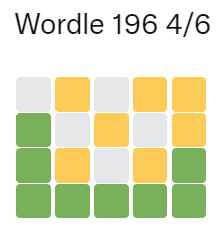
Grila de emoji a fost copiată prin partajarea rezultatului jocului din partea de sus a acestui articol.

Wardle a creat inițial jocul pentru el însuși și partenerul său, Palak Shah, pentru a-l juca, deoarece ei deveniseră mari fani de Spelling Bee și al careului zilnic de cuvinte încrucișate din The New York Times. La mijlocul lunii octombrie 2021, ei l-au făcut public după ce „a devenit rapid o obsesie” pentru rude, numindu-l Wordle, ca joc de cuvinte cu numele său de familie. El crease un prototip similar în 2013; prototipul permitea jocul cu un număr nelimitat de încercări, cu jucători capabili să joace puzzle-uri imediat după celălalt, iar lista de cuvinte era nefiltrată. Wardle a creat anterior cele două experimente sociale online, The Button și Place, când lucra pentru Reddit. El a spus că nu are nicio intenție să monetizeze jocul și „nu încearcă să facă nimic ascuns cu datele tale sau cu ochii tăi... Este doar un joc distractiv.” Într-un interviu la emisiunea Today de la BBC Radio 4, Wardle a declarat că nu știe cuvântul care va fi în fiecare zi, așa că și el însuși încă se poate bucura să joace. 
Jocul a devenit un fenomen viral pe Twitter la sfârșitul lui decembrie 2021, după ce Wardle a adăugat un element de partajare în joc, permițând utilizatorilor să-și copieze rezultatele sub forma unei grile de emoji pătrate colorate.  Caracteristica a fost inspirată de un grup de prieteni din Noua Zeelandă care au găsit jocul la sfârșitul lunii noiembrie și și-au descris rezultatele în format emoji.   Peste 300.000 de oameni au jucat Wordle pe 2 ianuarie 2022, față de 90 de jucători la 1 noiembrie 2021,  o cifră care a crescut la peste 2 milioane o săptămână mai târziu.  Între 1 și 13 ianuarie, 1,2 milioane de rezultate Wordle au fost distribuite pe Twitter.  Mai multe instituții media, inclusiv CNET și The Indian Express, au atribuit popularitatea jocului cotidianului puzzle-urilor.  Wardle a sugerat că a avea un puzzle pe zi creează un sentiment de penurie, lăsând jucătorii să dorească mai mult; el a remarcat, de asemenea, că încurajează jucătorii să petreacă doar trei minute în joc în fiecare zi. El a remarcat și câteva detalii mai subtile despre joc, cum ar fi schimbarea tastaturii jocului pentru a reflecta starea jocului, ca motive pentru plăcerea jucătorilor.
Separat, un joc complet diferit numit Wordle! de Steven Cravotta, care fusese lansat pe App Store cu cinci ani înainte de Wordle al lui Wardle, a înregistrat o creștere a descărcărilor și achizițiilor de la oameni care credeau că este jocul lui Wardle; potrivit lui Cravotta, în perioada 5–12 ianuarie 2022, jocul său a fost descărcat de peste 200.000 de ori. Cravotta a fost bucuros să vadă renașterea jocului său, deși cumpărători recunoscuți probabil l-au cumpărat crezând că este Wordle al lui Wardle și a declarat că, în colaborare cu Wardle, va dona orice încasări din jocul său către Boost din Oakland, California, o organizație caritabilă care furnizează meditații pentru școlari din Oakland.
Google a creat un Google Doodle special: atunci când se caută cuvântul „Wordle”, logoul site-ului devine un joc animat de Wordle pentru a cărui soluție este cuvântul „Google”. Twitter a luat măsuri pentru a bloca un robot de răspuns automat care răspundea la orice postare cu rezultatul Wordle cu cuvântul de a doua zi, pentru a preveni dezvăluirea raspunsului jucătorilor.
La 31 ianuarie 2022, The New York Times Company, compania-părinte a publicației The New York Times, a achiziționat Wordle de la Wardle pentru „un preț nedezvăluit cu șapte cifre”. The Times a intenționat să adauge jocul în aplicația sa mobilă alături de cuvintele încrucișate și Spelling Bee, încercând să atragă până la 10 milioane de abonați digitali până în 2025. The Times a declarat că jocul va rămâne inițial gratuit pentru utilizatorii noi și existenți și că nu vor fi aduse modificări modalității de joc. Fanii și-au exprimat îngrijorarea că achiziția ar însemna că jocul va fi în cele din urmă pus în spatele unui paywall. Deoarece jocul funcționează în întregime folosind codul client rulat în browser, unii jucători au descărcat pagina web pentru utilizare offline din cauza temerilor că New York Times Company ar modifica jocul în mod nedorit. Pe 10 februarie, jocul a fost mutat oficial pe site-ul The New York Times, statisticile fiind reportate; totuși, jucătorii au raportat că șirul de victorii zilnice se resetează după schimbare.

## Adaptări și clone
După creșterea bruscă a popularității jocului Wordle la începutul anului 2022, au apărut o serie de clone. Unele dintre aceste clone au revizuit formula Wordle în metode noi. Absurdle este o versiune adversă a Wordle în care cuvântul țintă se schimbă cu fiecare încercare. Alte clone includ una care folosește doar cuvinte licențioase de patru litere ca grup de vocabular și una care le permite jucătorilor să schimbe lungimea cuvântului. O serie de clone susținute de reclame au apărut pe App Store la Apple la începutul lunii ianuarie 2022, dar nu au făcut nimic pentru a modifica formula, chiar împrumutând numele jocului. Utilizatorii au continuat să caute alte clone Wordle în App Store și, până la sfârșitul lui 11 ianuarie, aproape toate clonele au fost eliminate din magazin.
La scurt timp după ce a câștigat popularitate virală în rândul utilizatorilor vorbitori de limba engleză în ianuarie 2022, Wordle a fost adaptat în alte limbi. O versiune open-source a jocului de bază Wordle a fost creată de Hannah Park și modificată de lingvistul Aiden Pine pentru a gestiona o gamă mai mare de seturi de caractere, făcându-l adaptabil unui set mai mare de limbi. Până la începutul lunii februarie 2022, cel puțin 350 de variante diferite ale Wordle au fost documentate pe site-ul web „Wordles of the World”. Acestea includ cel puțin 91 de versiuni bazate pe limbi reale, inclusiv dialecte istorice și regionale ale unor limbi și limbi indigene, precum și alte utilizări atipice ale formulei Wordle pentru limbi simbolice precum chengyu chineză și limbajul semnelor americane, ca și pentru limbile fictive precum klingoniana.
Prima adaptare în limba română a apărut în data de 22 ianuarie 2022. 